# Elke Zumbusch-Stieber
Elke Zumbusch-Stieber (* 1967 in München) ist eine deutsche Schriftstellerin, die ihre Werke unter anderem unter dem Pseudonym Patricia Vandenberg veröffentlicht.

## Werk
Von ihrer ehemaligen Schwiegermutter Gerty Schiede inspiriert, schrieb Elke Zumbusch-Stieber, anfangs noch unter ihrem damaligen Namen Elke Schiede, erste Kurzgeschichten und Heftromane. Im Jahr 2001 übernahm sie von ihr die Arztroman-Serie Dr. Norden mit dem Pseudonym Patricia Vandenberg und führt sie seither als alleinige Autorin fort. Seit dem Jahr 2018 erscheint Dr. Norden in zwei eigenständigen Romanreihen. Praxis Dr. Norden kommt monatlich auf den Markt, Chefarzt Dr. Norden als 14-tägliche Romanreihe.
Bislang verfasste Elke Zumbusch-Stieber neben Kurzgeschichten und Büchern knapp 500 Heftromane, neben der Dr. Norden-Reihe auch für die Romantik-Thriller-Reihe Irrlicht und für die Kelter-Verlag-Reihe Mami, die laut Händleraussagen erfolgreichste Mutter-Kind-Reihe auf dem deutschen Markt.
Im Sommer 2019 beendete sie die Zusammenarbeit mit dem Kelter Verlag. Seither ist Elke Zumbusch-Stieber für den Bastei-Verlag tätig. Dort schreibt sie als Co-Autorin für die Reihen Dr. Stefan Frank – Der Arzt, dem die Frauen vertrauen, Chefarzt Dr. Holl – Sein Leben, seine Liebe, seine Patienten und Das Berghotel – Liebe und Schicksal in St. Christoph.